# Hahnia sibirica
Hahnia sibirica là một loài nhện trong họ Hahniidae.
Loài này thuộc chi Hahnia. Hahnia sibirica được Yuri M. Marusik, Heikki Hippa & Koponen miêu tả năm 1996.